# Cajetanus van Thiene

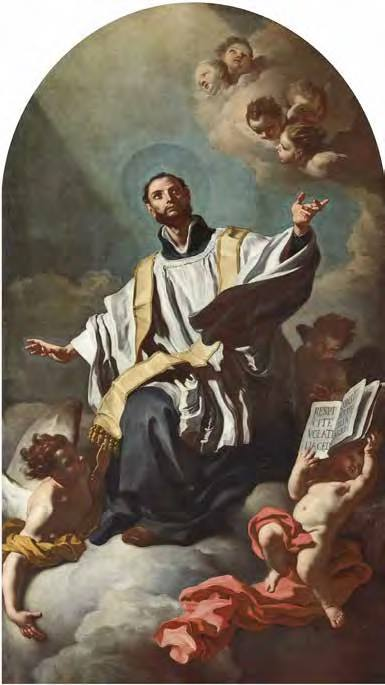
Cajetanus van Thiene

Cajetanus (Gaetano) van Thiene (Vicenza, 1480 - Napels, 1547), geboren uit een grafelijke familie, was samen met Giovanni Pietro Carafa een van de stichters van de congregatie der theatijnen. Hij geldt evenals Ignatius van Loyola en Carolus Borromaeus als een van de belangrijkste kerkhervormers van de 16e eeuw. Men roept hem aan tegen de pest, omdat hij zijn medebroeders die aan de pest leden verzorgde.
Zijn kerkelijke feestdag is 7 augustus of 8 november.

## Iconografie
Cajetanus wordt in de iconografie voorgesteld in soutane, soms met wit koorhemd en een stola, en ook in het habijt van de Theatijnen. Een vaak voorkomend attribuut is een witte lelie met een aantal vogels. Af en toe heeft hij een doek waar het pasgeboren kind Jezus op ligt. Dit omdat volgens de legende Carolus Borromeus' moeder haar zoon opdroeg aan de Moeder Gods, die daarna het Jezuskind aan Cajetanus gaf. Zijn andere attributen zijn: een gevleugeld hart, een regelboek, een doodshoofd, een rozenkrans en een pen of ganzenveer. Een enkele keer heeft hij korenaren of een hoorn met vruchten bij zich als symbool van de providentia Dei (= de goddelijke voorzienigheid): hij wilde geen bezittingen en enkel rekenen op Gods hulp en voorzienigheid. Ook heeft hij soms een ketting aan zijn voeten liggen. Cajetanus wordt nog weleens voorgesteld, terwijl hij knielt voor de gekruisigde Jezus.